# Johann Reichard Brömser von Rüdesheim
Johann Reichard Brömser von Rüdesheim (* 1566; † 20. März 1622) war kaiserlicher und kurmainzerischer Rat, Vizedom in Mainz und Oberamtmann in Königstein im Taunus.

## Leben
Am 12. Juni 1601 wurde Johann Reichard Brömser von Rüdesheim zum Oberamtmann des Amtes Königstein ernannt. Die wichtigste Aufgabe seiner vierjährigen Amtszeit war der Beginn der Gegenreformation im Amt. Am 6. August 1603 wurde in der Pfarrkirche von Königstein in Anwesenheit des Kurfürsten und seines Hofstaates die erste katholische Messe seit der Reformation gelesen. 1604 wurde er Vizedom in Mainz. 1608 bis 1618 war er Vizedom des Rheingaus. Am 25. Mai 1614 wurde er zum Kurmainzer Haushofmeister ernannt und stand dadurch an der Spitze des Geheimen Rates, also der Regierung des Kurstaates. Diese Funktion behielt er bis zu seinem Tod am 20. März 1622. Er vertrat auch den Kurstaat auf den Reichstagen und als Diplomat.

## Familie
Johann Reichard Brömser von Rüdesheim stammte aus dem Rüdesheimer Adelsgeschlecht der Brömser und war der Sohn von Heinrich Brömser. Er heiratete 1588 Margarethe von Cronberg († 1609). Sein Sohn Henrich Brömser († 25. November 1668) wurde kaiserlicher Hofrat, mainzischer Geheimrat, Hofrichter und Vizedom in Mainz. Zudem hatte er drei Töchter:
- Anna Eleonora, die Älteste, heiratete Wilhelm Freiherr von Metternich.
- Die mittlere Tochter, Anna Sidonia († 4. August 1619), heiratete Hermann von Kronberg. Deren erste Tochter Anna Maria (* 1. Oktober 1609) heiratete 1636 den Königsteiner Oberamtmann Johann Dietrich von Rosenbach.
- Die dritte Tochter, Maria Sophia, war vermählt mit Lotharius Ferdinand von der Leyen.